# آلجو تابارس
آلجو تابارس (انگلیسی: Alejo Tabares؛ زادهٔ ۲۰ ژوئن ۲۰۰۱) بازیکن فوتبال است.
وی همچنین در تیم ملی فوتبال Argentina U18 بازی کرده‌است.